# Еукус
Еу́кус — невеликий острів в Червоному морі в архіпелазі Дахлак, належить Еритреї, адміністративно відноситься до району Дахлак регіону Семіен-Кей-Бахрі.

## Географія
Розташований на північний захід від острова Дульякас. Має овальну, видовжену з північного заходу на південний схід, форму. На південному сході виділяється піщана коса. Довжина 0,8 км, ширина до 380 м. Острів облямований піщаними мілинами та кораловими рифами.